# PH-metr

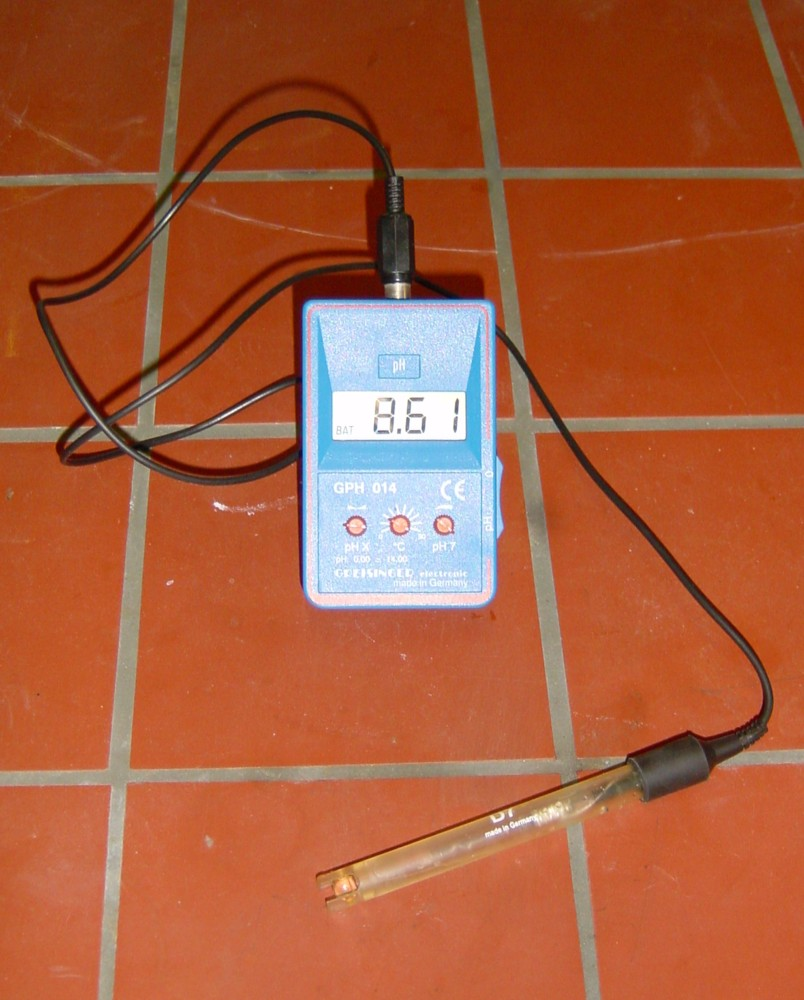
Typowy, prosty pH-metr palcowy z elektronicznym miernikiem SEM

pH-metr – urządzenie służące do pomiaru pH analizowanych substancji chemicznych. 
Większość pH-metrów to w istocie mierniki potencjału, w których pH ustala się na podstawie pomiaru siły elektromotorycznej (SEM) ogniwa utworzonego z elektrody wskaźnikowej (zanurzonej w roztworze badanym) i elektrody porównawczej (zanurzonej w roztworze wzorcowym o znanym pH). Ogniwa te są zwykle połączone z elektronicznym woltomierzem o dużej czułości, który automatycznie przelicza zmierzoną SEM ogniwa na skalę pH, zgodnie z dostosowanym do warunków pomiaru równaniem Nernsta.
{\displaystyle E=E^{0}-{\frac {2.303RT}{F}}{\text{pH}}}
gdzie: E = zmierzona SEM ogniwa, E0 = potencjał elektrody wzorcowej, R = stała gazowa, T = temperatura w skali Kelvina, F = stała Faradaya
Bardziej złożone pH-metry są dodatkowo zaopatrzone w termometry, gdyż jak wynika z wyżej przedstawionego wzoru temperatura ma wpływ na pomiar. Prostsze pH-metry są zwykle wyskalowane na   warunki standardowe (temperatura 25 °C) i gdy pomiaru dokonuje się w zbliżonych warunkach (20–30 °C) błąd pomiaru wynikający ze zmiany temperatury nie jest bardzo istotny.

## Sondy pH

Schemat zintegrowanej elektrody szklanej

Istnieje wiele różnych konstrukcji elektrod pH-metrów. Najbardziej rozpowszechnione są jednak pH-metry ze zintegrowanymi elektrodami (wzorcową i pomiarową) w jednej szklanej sondzie w kształcie palca. Układ ten jest zwykle oparty na wzorcowym roztworze chlorku srebra i układzie elektrod wykonanych ze srebra:
1. cienkościenna bańka ze szkła, pokryta cienką warstwą uwodnionego żelu (szkło o luźniejszej strukturze). Pomiędzy żelem a analizowanym roztworem zachodzi wymiana jonów, co odpowiada za powstanie mierzonej różnicy potencjałów.
2. elektroda pomiarowa – zwykle jest to elektroda chlorosrebrowa, wykonana z metalicznego srebra pokrytego warstwą chlorku srebra
3. roztwór wewnętrzny
4. czasami na dnie kulki zbiera się nieco stałego chlorku srebra, co jest zjawiskiem normalnym, nie wpływającym na czułość pomiaru
5. elektroda wzorcowa – wykonana ze srebra i zanurzona w roztworze wzorcowym
6. wewnętrzny roztwór wzorcowy
7. membrana łącząca roztwór wzorcowy z roztworem, którego pH się mierzy – membrana ta jest zwykle wykonana z gęstego spieku ceramicznego, który zapobiega mieszaniu się obu roztworów ale zapewnia ich elektryczne połączenie
8. szklana obudowa całego układu elektrod